# Valle de Güímar
El valle de Güímar es una depresión física localizada en la zona sureste de la isla de Tenerife (Canarias, España).

## Geografía
Formado por el deslizamiento de ingentes volúmenes de materiales hacia el mar, el valle de Güímar tiene una extensión aproximada de 122 kilómetros cuadrados, que ocupan superficies de los municipios de Arafo, Candelaria y Güímar. El valle se encuentra delimitado por la Cordillera Dorsal, en su cabecera, y por las laderas de Chafa y Güímar, en sus extremos este y oeste respectivamente. Presenta una pendiente relativamente suave, abarcando desde zonas de alta montaña hasta la costa. Es opuesto al valle de La Orotava.
En el valle son importantes algunos barrancos, como los de Chamoco (o de Badajoz), El Río, Chinguaro, Amance y Añavingo. Hay que señalar que en el barranco de Chinguaro tuvo su residencia el que fuera mencey de la comarca en tiempos prehispánicos. 
Dentro de su extensión también destacan paisajísticamente ciertos conos volcánicos de formación reciente. Habría que citar en colación con lo anterior la Montaña Grande (276 m), que se ha formado por la acumulación de material piroclástico de diferente índole y dio origen al malpaís de Güímar. También destaca el volcán de Arafo o Arenas Negras, situado en la Caldera de Pedro Gil, cuya última erupción tuvo lugar en 1705.
El litoral del valle es en su mayoría bajo. Tan sólo se observa costa acantilada en los extremos del valle, en aquellas zonas de ladera. De resto, el litoral es eminentemente costero, aunque si bien lo es de naturaleza rocosa. Algunas playas de arena negra o cantos que sobresalen en la comarca son las del Puertito de Güímar, La Entrada, La Viuda, Samarines y Los Guanches.

## Espacios naturales
En el valle de Güímar tienen representación todos los pisos bioclimáticos del archipiélago canario, desde las especies características del cardonal-tabaibal, en los estratos más bajos, hasta la vegetación típica de la alta montaña, en las cumbres de este territorio.
El valle posee importantes recursos naturales, a juzgar por la extensa red de espacios naturales incluidos dentro de su dominio.
- Sobresale en este aspecto, por su extensión en el conjunto de la isla, el parque natural de la Corona Forestal, el mayor de toda Canarias (46 612,9 ha).

- Otro espacio natural protegido enclavado en la comarca es el paisaje protegido de las Siete Lomas. Este se dispone en una franja de las medianías del valle que es atravesada por intrincados barrancos, de manera que los puntos más elevados sobresalen a modo de siete lomas.

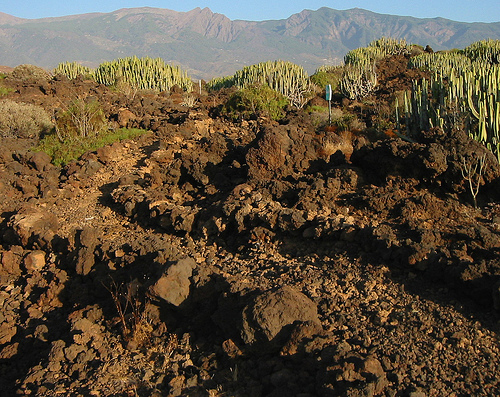
Malpaís de Güímar.

- Siguiendo con la enumeración de los espacios protegidos hay que nombrar la reserva natural especial del Malpaís de Güímar, formada por un cono volcánico recientemente constituido (Montaña Grande) y el campo lávico asociado a su acción, que discurre en forma de abanico hasta el mar.

- Finalmente, este capítulo se ha de concluir con el Monumento Natural del Barranco de Fasnia y Güímar. Localizado en los límites de ambos municipios, presenta paredes muy abruptas, que sobrepasan los 100 metros de altura en algunos puntos. Dispone a su vez de numerosos barranquillos secundarios, saltos significativos en su cauce y algunos yacimientos arqueológicos de cierta importancia, que son motivo de estudio en la actualidad.

## Clima
El relieve es el agente más determinante del clima del valle de Güímar. En general, la vertiente sur de Tenerife se ve excluida de la acción de los vientos alisios procedentes del noreste, por su localización a sotavento de los mismos, y por tanto recibe menos precipitaciones que la vertiente norte de la isla. No obstante, el valle de Güímar presenta ciertas excepciones por una serie de condicionantes locales que posibilitan que parte de la humedad transportada por esos vientos alisios sobrepase las cumbres y haga su efecto. Así, el valle de Güímar, aunque presenta un régimen de lluvias notablemente inferior a la vertiente norte de la isla, lo cierto es que este es significativamente superior al del resto de la vertiente meridional, hasta el punto de que el valle es el único lugar en el sur de Tenerife donde hay una pequeña representación de laurisilva.
Las lluvias suelen recibirse cuando cesa la acción de los alisios y se produce la aproximación de borrascas procedentes del suroeste. Aunque prevalezca la escasez de precipitaciones, es posible encontrar grandes diferencias pluviométricas en función del desarrollo altitudinal del valle. De esta forma, se observan registros variables que van desde los 161 mm de media anual que se recogen en la zona costera, hasta los 504 mm de Izaña (alta montaña), pasando por valores intermedios en zonas de medianías.
Algo similar ocurre con la temperatura, que presenta oscilaciones desde los 19,5 °C de media anual que se registran al nivel del mar y los 9,8 °C en las cumbres de Izaña. Durante el invierno es frecuente bajar de los 0 °C en esta última localización.
Otro aspecto característico es la elevada insolación que muestra esta zona de la isla. Son abundantes las horas de sol de las que disfruta el valle. En concreto, Izaña es el lugar donde se registran más horas de sol al año en todo el territorio español, con 3448,5 horas.

## Hidrología
El valle también cuenta con importantes recursos hídricos que hoy son extraídos del subsuelo para su explotación. En este sentido, ya desde el periodo aborigen, los nacientes naturales de los que disponía esta parte del territorio insular permitieron a la población guanche instalarse en esta zona.
Guardando relación con lo anterior, en el valle de Güímar se instaló alrededor del siglo XVI un ingenio azucarero, a expensas de un curso continuo de agua que discurría por el Barranco de El Río. Ya en el siglo XX, con la perforación del subsuelo y el establecimiento de pozos y galerías se fueron reduciendo los cursos naturales de agua hasta desaparecer totalmente.  

## Agricultura
El valle de Güímar es de carácter predominantemente agrícola. Testigos de la historia del valle son las plantaciones de caña de azúcar, tomate y vid. Hoy en día, la actividad agrícola de la comarca del valle de Güímar se ve representada por el cultivo de papas, aguacates, plátanos, otros frutales, flores y plantas ornamentales.
- Datos: Q6159101
- Multimedia: Valle de Güímar / Q6159101